# Geometra prasinaria
Geometra prasinaria là một loài bướm đêm trong họ Geometridae.